# Györgyfalvinegyed

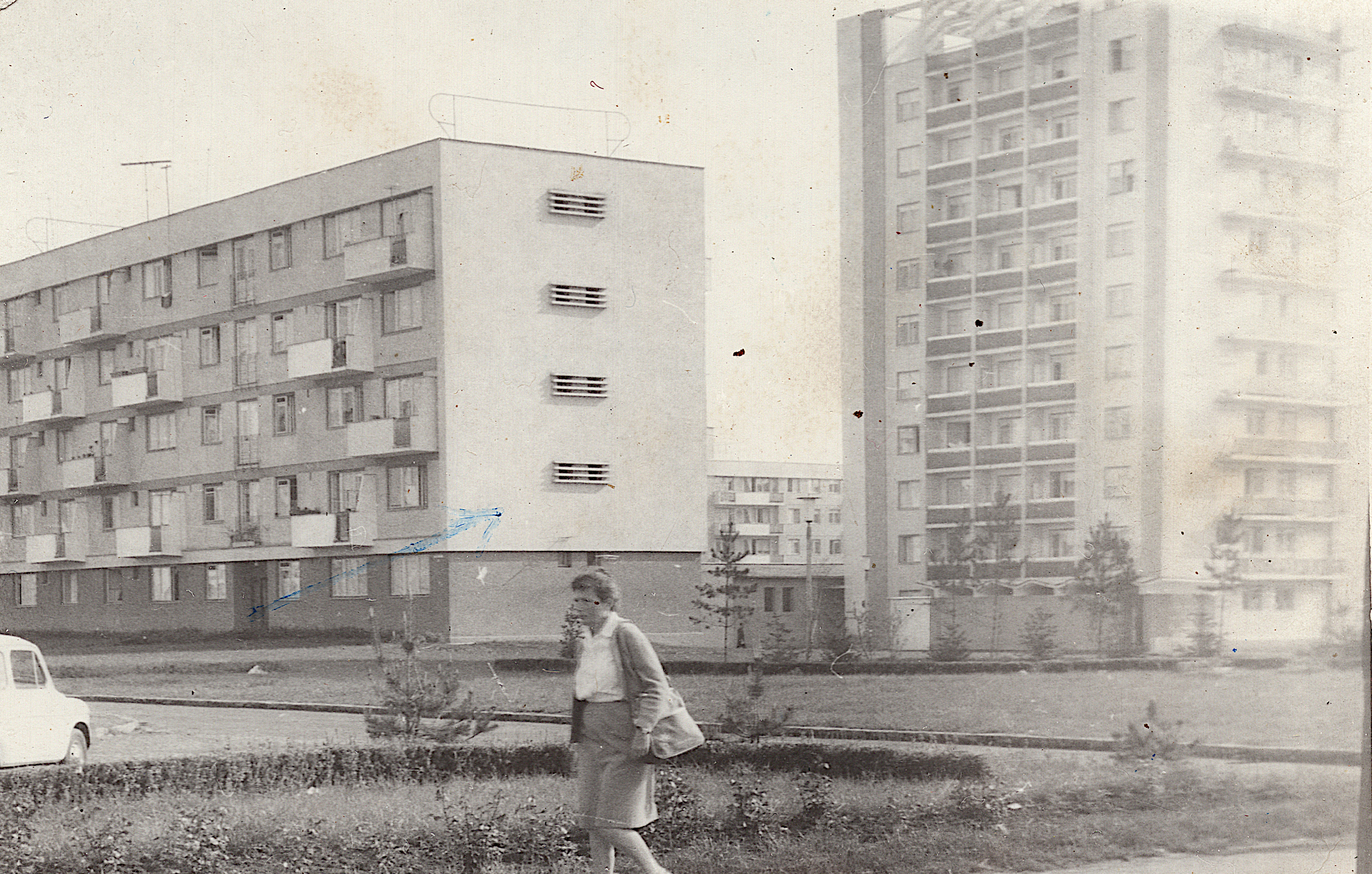
Az 1-es mikronegyed 1970 körűl

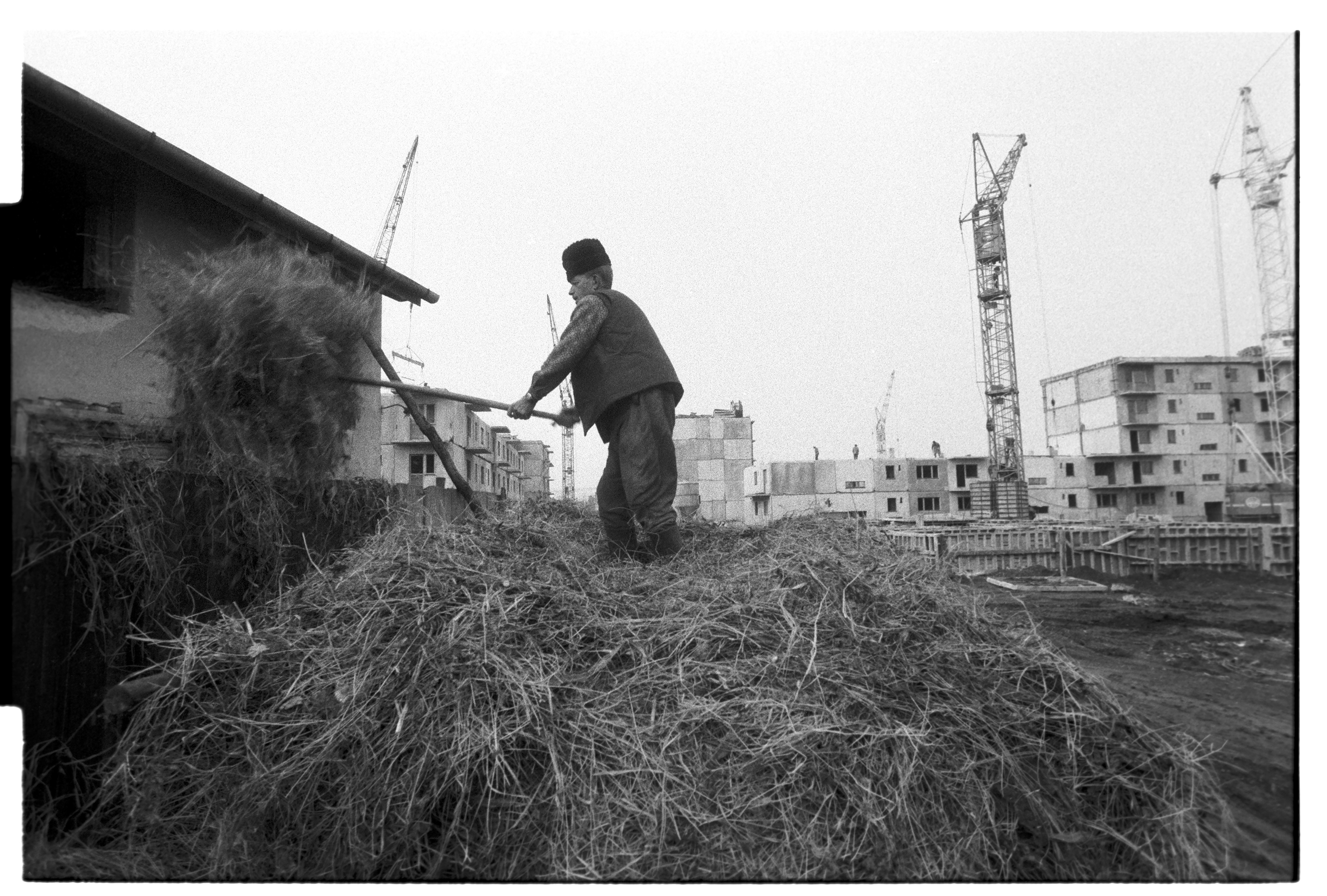
A Ceaușescu-rendszer szisztematizálási mozgalma alatt, a Pata utca elvesztette külvárosi jellegét. A képen hóstáti gazda dolgozik, háttérben épül az új negyed

A Györgyfalvi-negyed (románul: Gheorgheni) Kolozsvár keleti–délkeleti részén található városrész. Nevét az innen délkeletre fekvő, ma Felek községhez tartozó Györgyfalváról kapta.

## Fekvése és főbb utcái
A városrész a Kövespad (románul: Pietroasa) nevű teraszon terül el, amelyet észak felől egy meredek domboldal választ el az alacsonyabban fekvő területektől. Keleti része egy sík területre esik, amelyet korábban Bivalyrét (románul: Râtul Bivolilor) néven ismertek. Itt két természetes tó és a Békás-patak is található, amely egykor a környék mocsaras világát táplálta.
Főbb utcái a Pata utca (ma: Nicolae Titulescu út) és Györgyfalvi út (ma: Constantin Brâncuși út).
Megközelíthető a vasútállomásról induló 3-as, a Nehézgépgyártól induló 10-es, a Monostorinegyedből induló 25-ös trolibusszal, illetve a Monostorinegyedből induló 24-es, a Széchenyi térről induló 33-as, a vasútállomásról induló 34-es, a Donátnegyedből induló 44-es, a Hajnalnegyedből induló 45-ös, a Nehézgépgyártól induló 48-as autóbusszal.

## Története
A jelenlegi úthálózat eredetét két egykori földút képezi: az egyik Györgyfalvára, a másik Patára vezetett. Első lakói a 19. század első felében hóstátiak voltak, kik gazdaságaikat ezen két földút mentén alapították, hogy a bővülő Kolozsvárnak élelmet termeljenek. A század második felében a korai iparosodás ide vonzotta az első kisiparosokat. E két útból alakult ki később a Györgyfalvi út (ma: Constantin Brâncuși) és a Pata utca (ma: Nicolae Titulescu).
A trianoni béke nyomán bekövetkezett impériumváltás után a városrész multietnikus munkásközösséggé alakult: románok és magyarok egyaránt éltek itt, míg a földművelő hóstáti közösség teljesen magyar ajkú volt. A Pata utca elején, a város fele terülő sikátorokon jelentős roma közösség is volt.
1943-ban, a második bécsi döntés eredményeként fennálló magyar közigazgatás idején az ONCSA támogatásával egy húsz ikerházból álló lakónegyedet hoztak létre a Méhes utca déli végén (ma: Strada Septimiu Albini). Az összesen 40 lakásból álló együtteshez egy iskola is tartozott. Az épületeket elsősorban nagycsaládosok számára szánták, kedvezményes feltételek mellett.  A terveket Kós Károly készítette.
Az 1950-es években, immár újból román közigazgatás alatt, a kommunista államvezetés a városrész déli peremét mezőgazdasági kutatások számára jelölte ki. Itt létesült a Gyümölcskutató és Nemesítő Állomás, amely Palocsay Rudolf irányításával működött. Az intézmény gyümölcsösei, üvegházai és kísérleti parcellái máig meghatározzák a városrész határait, és a kertészeti örökség egyik utolsó megmaradt elemei.
A városrész református közösségének életében meghatározó szerepet játszik a Pata utcai imaház, amelyet 1953–54-ben emeltek a főként hóstáti származású hívek kezdeményezésére. A kis templomot 1954 novemberében szentelték fel. Az épületet 1998 és 2000 között felújították és kibővítették, majd 2003-ban egy gyülekezeti házzal és toronnyal egészítették ki.
1964 szeptemberében indult el a városrész tervszerű beépítése a Pata utca végén, a Bivalyrét irányába. A tervezést Augustin Presecan vezette. A negyedet a szovjet típusú mikronegyed-modell alapján alakították ki, amely nemcsak tömeges lakásépítést, hanem kiterjedt zöldövezeteket, parkokat és kikapcsolódási területeket is magában foglalt. A beépítés négy, időben és térben elkülönülő szakaszban valósult meg, amelyek mindegyike részben önálló lakóövezetként működött. Az összességében mintegy 30 000 ember számára tervezett lakótelep első tömbházait 1965 júliusában adták át, míg az utolsó szakasz csak a hetvenes évek közepére készült el. Az új negyed fokozatosan kiterjedt a Borháncs és a Györgyfalvi út vége felé is. Az 1980-as években, a szisztematizálás keretében, lebontották a Pata utca mentén még fennálló falusias házakat, és helyükre többszintes panelépületek kerültek. Ezzel a környék elveszítette külvárosi karakterét, és teljesen beolvadt a modern városi szövetbe.

## Leírása
A városrész szerkezete ma is a két eredeti útvonal — a Pata és a Györgyfalvi út — mentén rajzolódik ki. A keleti oldalon helyezkedik el a négy mikronegyedből álló lakóövezet, amelyet a hatvanas–hetvenes évek során, a szovjet mintájú várostervezés elvei szerint alakítottak ki. A mikronegyed-modellnek megfelelően a tömbházak közé kiterjedt zöldövezeteket, parkokat és pihenőterületeket is beépítettek, ami sajátos arculatot kölcsönöz a környéknek. A Titulescu út mentén sűrű tömbházsorok húzódnak, míg a mellékutcákban — különösen a nyugati és déli peremeken — még megtalálhatók az eredeti, alacsonyabb beépítésű családi házak is.
A délkeleti oldalon a városrészt egy kiterjedt zöldterület határolja el, amely a hajdani Gyümölcskutató és Nemesítő Állomás területe, jelenleg a Kolozsvári Agrártudományi és Állatorvosi Egyetem kezelésében. A helyiek ezt a területet máig „Palocsay-kertként” emlegetik, névadója, Palocsay Rudolf emlékezetére.
A városrészben több iskola, óvoda, valamint a Babeș–Bolyai Tudományegyetem egyes kara is működik. A keleti részen található a Iulius Mall Cluj, egy nagy méretű bevásárló- és szabadidőközpont, amelynek üzletei között egy Auchan áruház is helyet kapott.